# رایگان‌پایه

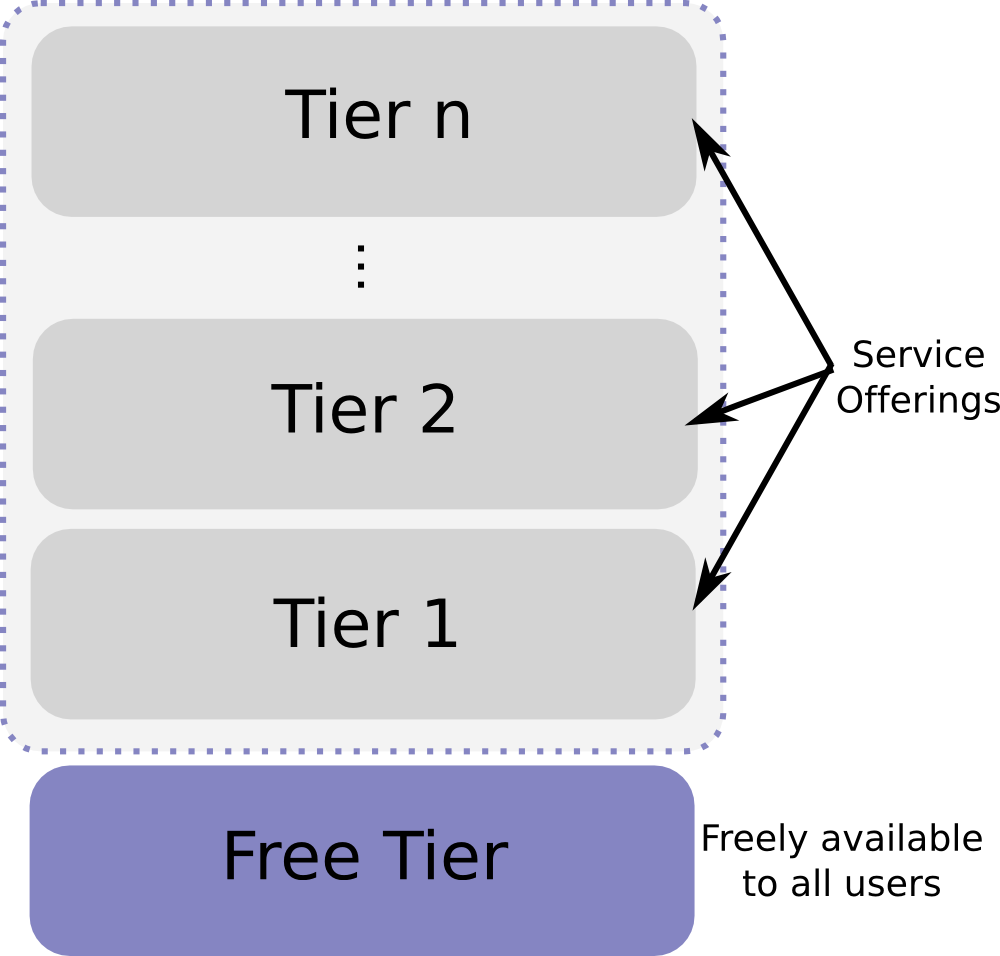
در الگوی کسب و کار فری‌میوم شروع کسب و کار از لایه مجانی آغاز می‌شود.

فری‌میوم (انگلیسی: Freemium) یا رایگان‌پایه، یک روش کسب‌وکار و دریافت پول است که معمولاً یک کالا مانند نرم‌افزار، رسانه، بازی یا خدمات وب به‌صورت رایگان‌افزار ارائه می‌شود ولی برای دسترسی به امکانات جانبی مانند امکانات ویژه، خدمات بیشتر، یا نمایش بهتر نرم‌افزار از کاربر درخواست پرداخت می‌شود. به‌عنوان مثال شرکت بازی موبایل سوپرسل با این روش کسب‌وکار در سال ۲۰۱۳ ماهانه ۳۰ میلیون دلار کسب درآمد داشت.

## نام
واژه فری‌میوم از ترکیب دو واژه انگلیسی فری (free) به معنی رایگان + پریمیوم (premium) به معنی مبلغ اضافه، به روش آمیزه‌سازی ساخته شده است. این نوواژه توسط جارید لوکین در سال ۲۰۰۶ ابداع شد.

## مزایا
1. جذب کاربران بیشتر: ارائه خدمات رایگان، کاربران زیادی را به سمت استفاده از محصول یا خدمات جلب می‌کند.
2. بازاریابی مؤثر: کاربران رایگان به عنوان سفیران محصول عمل می‌کنند و از طریق تجربه خود، دیگران را تشویق به استفاده می‌کنند.
3. بازخورد مستمر: کاربران رایگان به شرکت کمک می‌کنند تا از بازخوردهای آن‌ها برای بهبود محصول استفاده کند.

## معایب
1. هزینه‌های نگهداری بالا: شرکت‌ها باید هزینه‌های مربوط به خدمات رایگان را تأمین کنند که ممکن است فشار مالی ایجاد کند.
2. چالش تبدیل کاربران رایگان به هزینه پرداز: برخی کاربران ممکن است هرگز به پرداخت برای امکانات بیشتر متقاعد نشوند.
3. پتانسیل پایین برای درآمد بالا: درآمد اصلی از کاربران هزینه پرداز است که ممکن است تعدادشان نسبت به کاربران رایگان کم باشد.

## نمونه‌ها
1. Spotify: خدمات موسیقی رایگان با تبلیغات و قابلیت‌های محدود؛ کاربران برای نسخه پریمیوم بدون تبلیغات و امکانات بیشتر هزینه پرداخت می‌کنند.
2. Dropbox: فضای ذخیره‌سازی رایگان محدود؛ کاربران برای فضای بیشتر و ویژگی‌های اضافی هزینه پرداخت می‌کنند.